# Vale Tudo (álbum de Sandra de Sá)
Vale Tudo é o terceiro álbum da cantora brasileira Sandra de Sá, lançado em 1983. O disco teve a participação especial de Tim Maia na faixa título. A música Vale Tudo aparece na posição 28 entre as 100 músicas mais tocadas do ano de 1983

## Faixas
1. "Trem da Central" (Macau / Durval Ferreira / Sandra de Sá)
2. "Candura" (Denny King / Cassiano)
3. "Pela Cidade" (César / Rose / Durval Ferreira)
4. "Onda Negra" (Irineia Maria)
5. "Gamação" (Ronaldo / Pi)
6. "Vale Tudo" (Tim Maia)
7. "Guarde Minha Voz" (Ton Saga)
8. "Terra Azul" (Júnior Mendes / Gastão Lamounier)
9. "Musa" (Sandra de Sá)
10. "Só as Estrelas" (Guilherme Arantes)